# Șatrovo, Kiustendil
Șatrovo (în bulgară Шатрово) este un sat în comuna Bobov Dol, regiunea Kiustendil,  Bulgaria. 

## Demografie
Componența etnică a satului Șatrovo
     Bulgari (99,14%)
     Nicio identificare (0,85%)
     Altele (0%)
La recensământul din 2011, populația satului Șatrovo era de 117 locuitori. Din punct de vedere etnic, majoritatea locuitorilor (99,14%) erau bulgari. Pentru 0,85% din locuitori nu este cunoscută apartenența etnică.